# Aril Edvardsen
Aril Edvardsen (Knivesdal, 1938. november 15. – Mombasa, 2008. szeptember 6.) norvég prédikátor és misszionárius, a skandináviai kereszténység egyik nagy hatású alakja.

## Pályafutása
Fiatalkorában részt vett a helyi politikában az Ifjú Munkások Ligája (a Norvég Munkáspárt ifjúsági szervezete) keretében, és egy countryegyüttesben zenélt. Saját elmondása szerint 1956-ban újjászületett, és ezzel élete az evangelizáció felé fordult. 1960-ban kezdett hivatást érezni arra, hogy világszerte evangelizációs munkát folytasson a helyi misszionáriusok támogatásával.
1965-ben alapította meg a Troens Bevis nevű szervezetet, amely később már 1000 helyi misszionáriust támogatott a világban. A szervezet ma egy médiavállalkozást is magában foglal, amely napi rendszerességű televíziós adásokat sugároz számos országban. A Troens Bevis vezetését 2007 áprilisában fia, Rune vette át.
Aril Edvardsen a keresztények és muszlimok közötti megbékélés szószólója volt, és 2004-ben keményen kritizálta Carl I. Hagent, a Haladás Párt akkori vezetőjét a Mohamed prófétát illető minősíthetetlen nyilatkozatai miatt.
Edvardsen 17 éves korában feleségül vette osztálytársát, Karit. Állítólag Edvardsen akkor vett részt egy barátjával azon a gyűlésen, amelynek megtérését köszönheti, míg felesége a kórházban feküdt első gyermekük születésekor.
A kenyai Mombasában halt meg, ahol szabadságát töltötte feleségével egy zanzibári missziós körút után. Barátai elmondása szerint szívproblémákkal küzdött halála előtt. 2008. szeptember 15-i temetésén 1500-2000 ember vett részt, köztük a norvég halászati miniszter, Helga Pedersen is.

## Fordítás
- Ez a szócikk részben vagy egészben a Aril Edvardsen című angol Wikipédia-szócikk ezen változatának fordításán alapul.  Az eredeti cikk szerkesztőit annak laptörténete sorolja fel. Ez a jelzés csupán a megfogalmazás eredetét és a szerzői jogokat jelzi, nem szolgál a cikkben szereplő információk forrásmegjelöléseként.